# Mk19 自動擲弾銃
Mk.19 自動擲弾銃（Mk.19 じどうてきだんじゅう; 英語: Mk.19 grenade launcher）は、ベルト給弾方式の自動擲弾発射器である。
開発されたのはベトナム戦争中の1966年で、最初の試作モデルであるMk.19 Mod 0は信頼性の低い危険な物であったが、続いて試作された6基のMk.19 Mod 1は、1972年のメコン川のアメリカ海軍の哨戒艦艇でのテスト運用で成功を収めた。その後海軍向け量産モデルとしてMk.19 Mod 2が生産された後、1976年に改良型のMk.19 Mod 3が開発され、このモデルがアメリカ陸軍でも1983年から運用される様になった。
ベトナム戦争の後、1991年の湾岸戦争、1993年のソマリア内戦でもアメリカ軍によって運用され、2000年代以降のアフガニスタン紛争、イラク戦争でも引き続き運用されている。またアメリカ以外の輸出先でも広く運用されている。

## 概要
Mk.19は、40mmグレネードを最大で毎分300-400発の連射速度で発射し、持続連射速度は毎分40発程度の性能である。本体重量は33kg。最大射距離は2,200mだが、有効射程は1,600m、照準は1,500mまでの目盛となっている。75m未満の射距離では、射手自らが被害にあう可能性がある。銃口のフラッシュハイダーの効果と発射ガスの少なさから、射撃位置の秘匿性に優れている。AN/TVS-5夜間照準具の使用で、夜間でも射撃可能である。
使用される弾薬は40x53mm擲弾であり、M203 グレネードランチャーの40x46mmとの互換性はなく、有効射程が10倍以上も違う別物である。M203は、技術的には「低速度」擲弾に分類され、主に対人用の榴弾を射撃する。Mk.19は「中速度」であり、対人・対装甲車両用の多目的榴弾を射撃する。
主な使用弾薬は、M430多目的榴弾である。この弾薬の危害範囲は、弾着地点から半径5m以内の人員を殺害、半径15m以内ならば負傷する。直撃ならば約5cmの装甲を貫通でき、歩兵戦闘車や装甲兵員輸送車に有効な打撃を与えられる。集団で行動する歩兵に対して特に有効である。弾薬は、32-48発をまとめて一つの金属容器に収納し、その重量は20-30kgである。
Mk.19は、Mk18 手動連発擲弾銃の後継装備品である。
|                   | 96式         | Mk 19        | Mk 47        | H&K GMW  | Y3 AGL       | LAG 40   | 大宇 K4  | AGS-30   | AGS-40                |
| ----------------- | ------------ | ------------ | ------------ | -------- | ------------ | -------- | -------- | -------- | --------------------- |
| 画像              |              |              |              |          |              |          |          |          |                       |
| 使用弾薬          | 40x56mm      | 40x53mm      | 40x53mm      | 40x53mm  | 40x53mm      | 40x53mm  | 40x53mm  | 30x29mmB | 40mmケースレス (7P39) |
| 重量 （本体のみ） | 24.5kg       | 32.92kg      | 18.0kg       | 18.0kg   | 32.0kg       | 34.4kg   | 16.0kg   | 不明     | 29.0kg                |
| 銃身長            | 454mm        | 413mm        | 610mm        | 577mm    | 300mm        | 415mm    | 412mm    | 不明     | 290mm                 |
| 全長              | 975mm        | 1,095mm      | 940mm        | 1,090mm  | 844mm        | 960mm    | 1,094mm  | 不明     | 1,100mm               |
| 発射速度          | 250-350発/分 | 325-375発/分 | 225-300発/分 | 340発/分 | 280-320発/分 | 215発/分 | 350発/分 | 400発/分 | 400発/分              |
| 最大射程          | 2,200m       | 2,200m       | 2,200m       | 2,200m   | 2,200m       | 2,200m   | 2,200m   | 1,700m   | 2,500m                |

## 構造
作動原理はブローバック・オープンボルト方式で、コッキングレバーを引き下げるとボルトが後退位置で固定され、同時に最初の弾薬がボルトの前方へ導かれる。コッキングレバーを前進位置に戻し、トリガー（押し鉄）を操作すると、解放されたボルトが前進して弾薬を薬室へ送り込み、ボルトが前進し切ると撃針が解放されて撃発、弾丸が射出される。薬莢を介して発射ガス圧を受けたボルトは後退して、排莢と次弾の装填を行う。射撃中、コッキングハンドルは前進位置にとどまる。
この作動方式は、まれに射手を事故に巻き込むことがある。弾詰まりを起こした場合、射手は薬室から弾薬を抜き出さねばならないが、このときにボルトが前進してしまうと弾丸が炸裂する場合があり、近隣の人員を死傷させる。
生産は、ジェネラル・ダイナミクスおよびサコー・ディフェンスが行っている。

## 運用
元々はアメリカ海軍の哨戒艦艇への艦載兵器として開発されたが、Mk.19 Mod 3以降、陸軍や海兵隊でも運用されるようになった。
地上据置の場合、射撃は通常1個班で行い、M205三脚などに搭載される。また、軍用車両の銃架への搭載や、装甲戦闘車両の銃塔に組み込まれて使用されるケースもある。
多くの場合、M2重機関銃と選択的に使用可能である。

### 地上据置
通常、三脚に載せて使用される。分解して兵士が運搬する事が可能となっている。

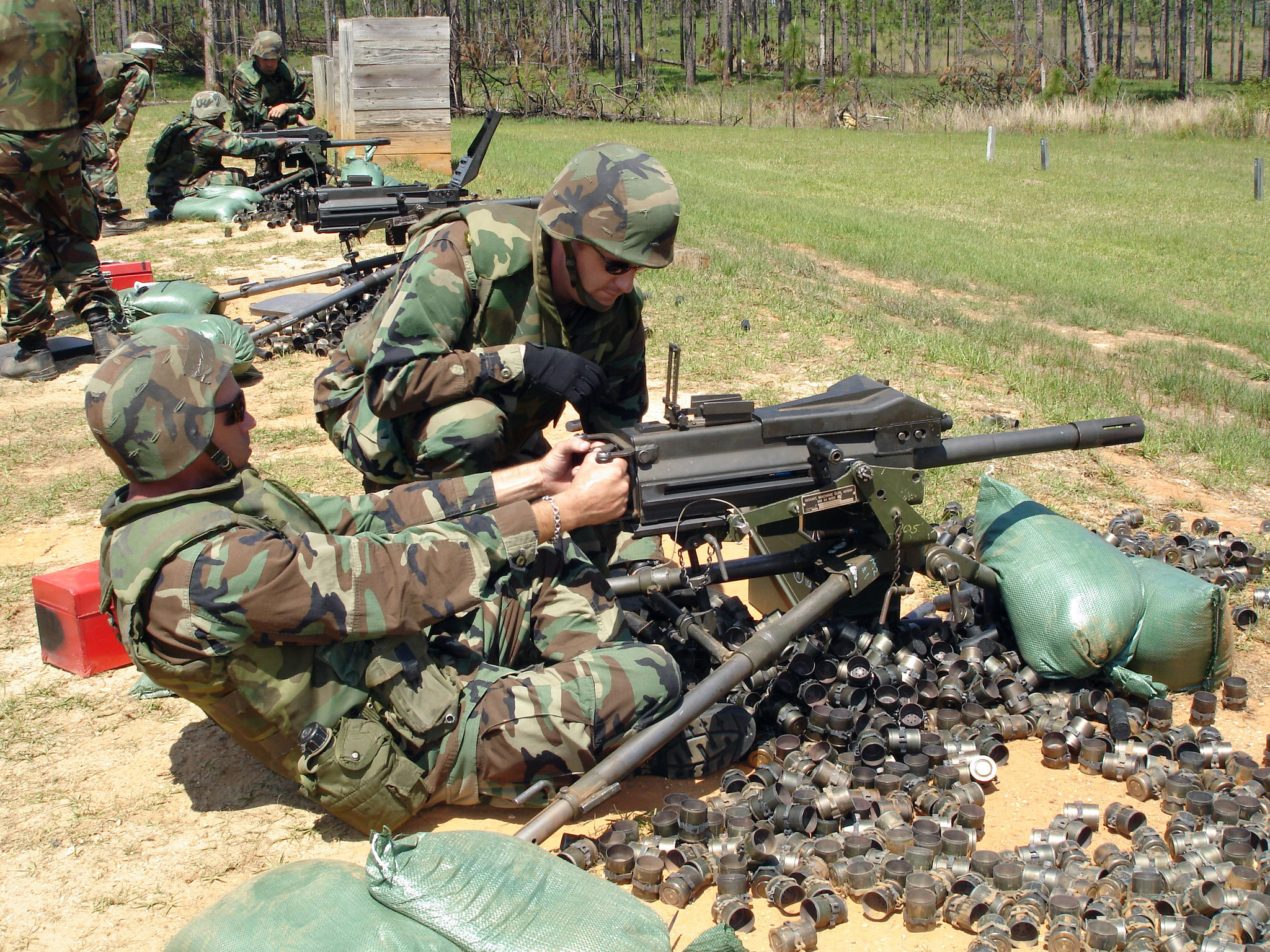
演習時にMk.19を射撃する模様、2006年。周囲に散乱した空薬莢には、分離式の金属製給弾ベルトが巻かれている。
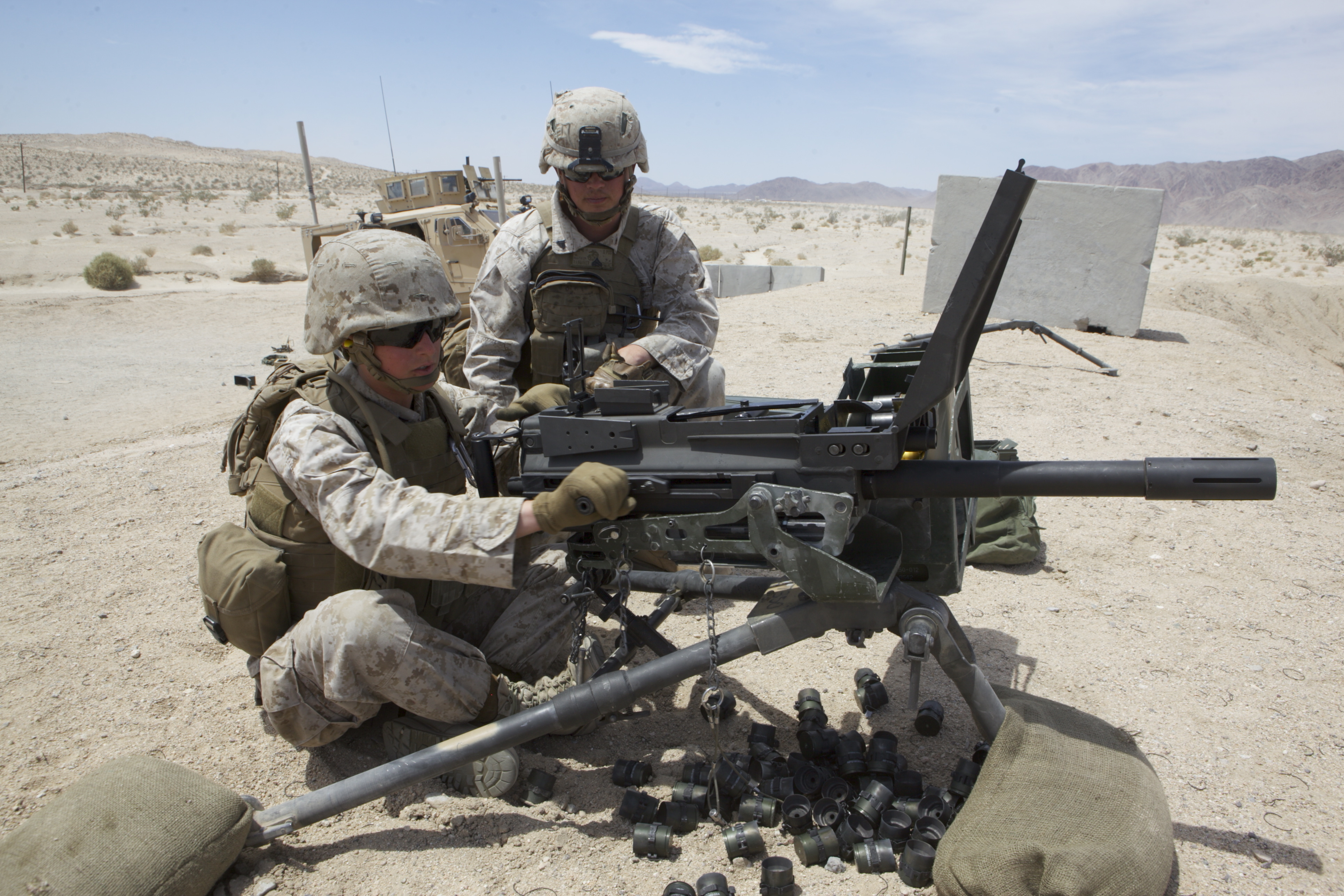
弾薬装填部分を開放した状態のMk.19。
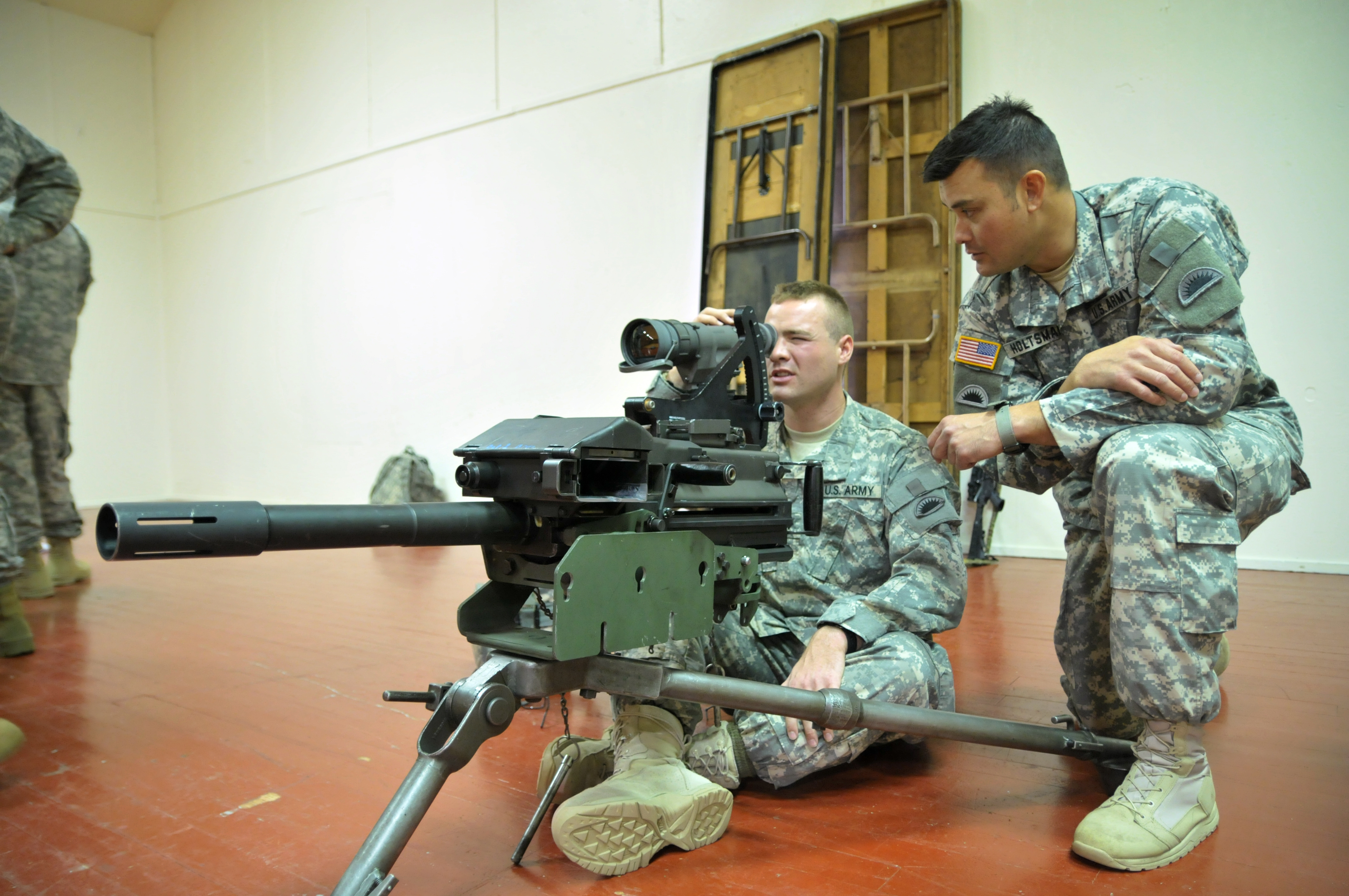
改修により光学照準機を取り付けた例。
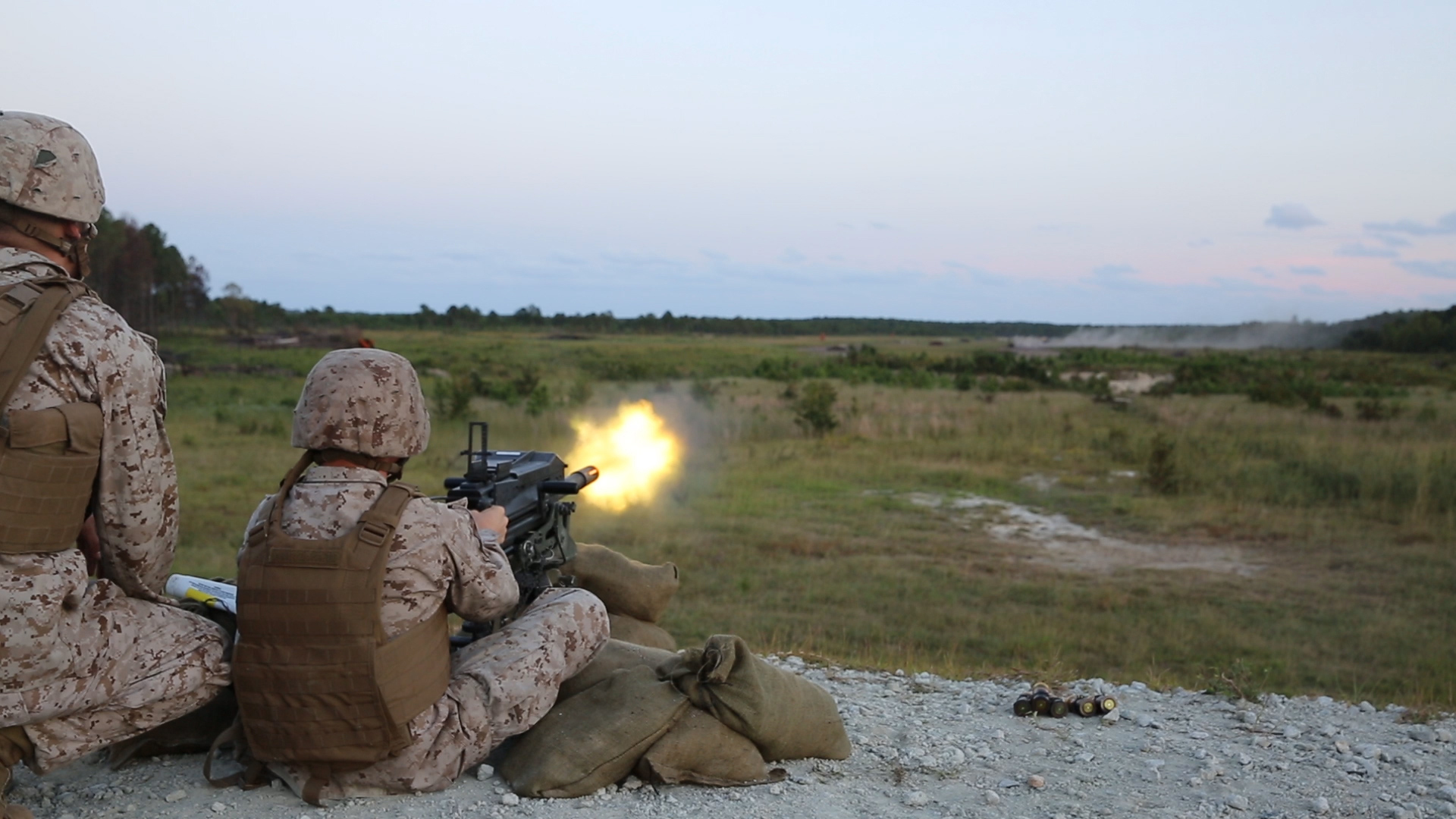
発射の様子。

### 車載 (銃架)
海軍の哨戒艦艇の他、MRAP、ハンヴィー、M151、MTVR、IFAVなどの装甲車両や非装甲車両に搭載される。アメリカ陸軍や海兵隊では、2003年のイラク戦争後、射手の防護のためOGPKやMCTAGSと呼ばれる銃手用防弾板キットが運用されており、Mk.19もこういった銃塔キットに組み込まれて運用されている。

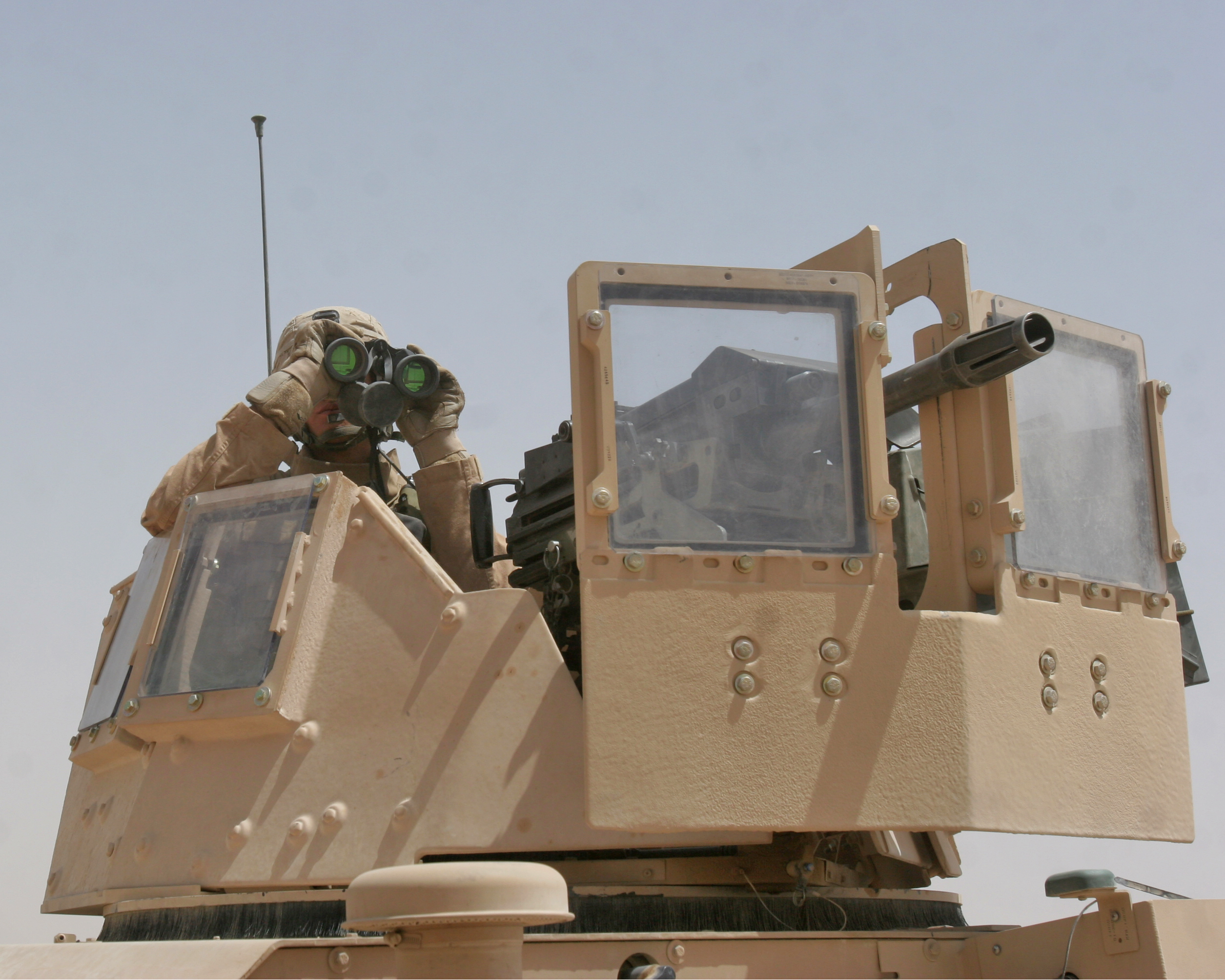
海兵隊のハンヴィーに装備されたMCTAGSに搭載されたMk.19。
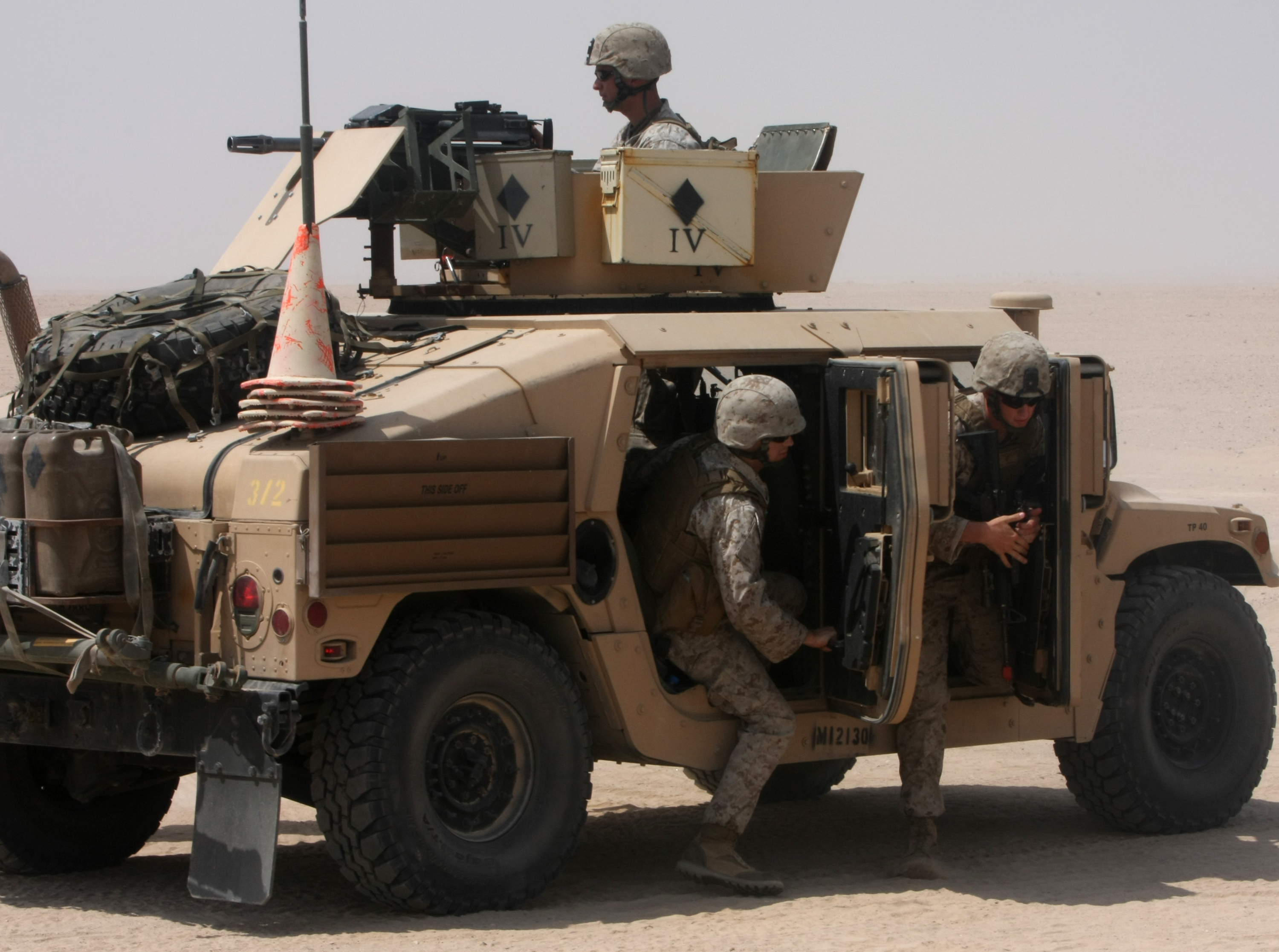
海兵隊のハンヴィーへ搭載された例。
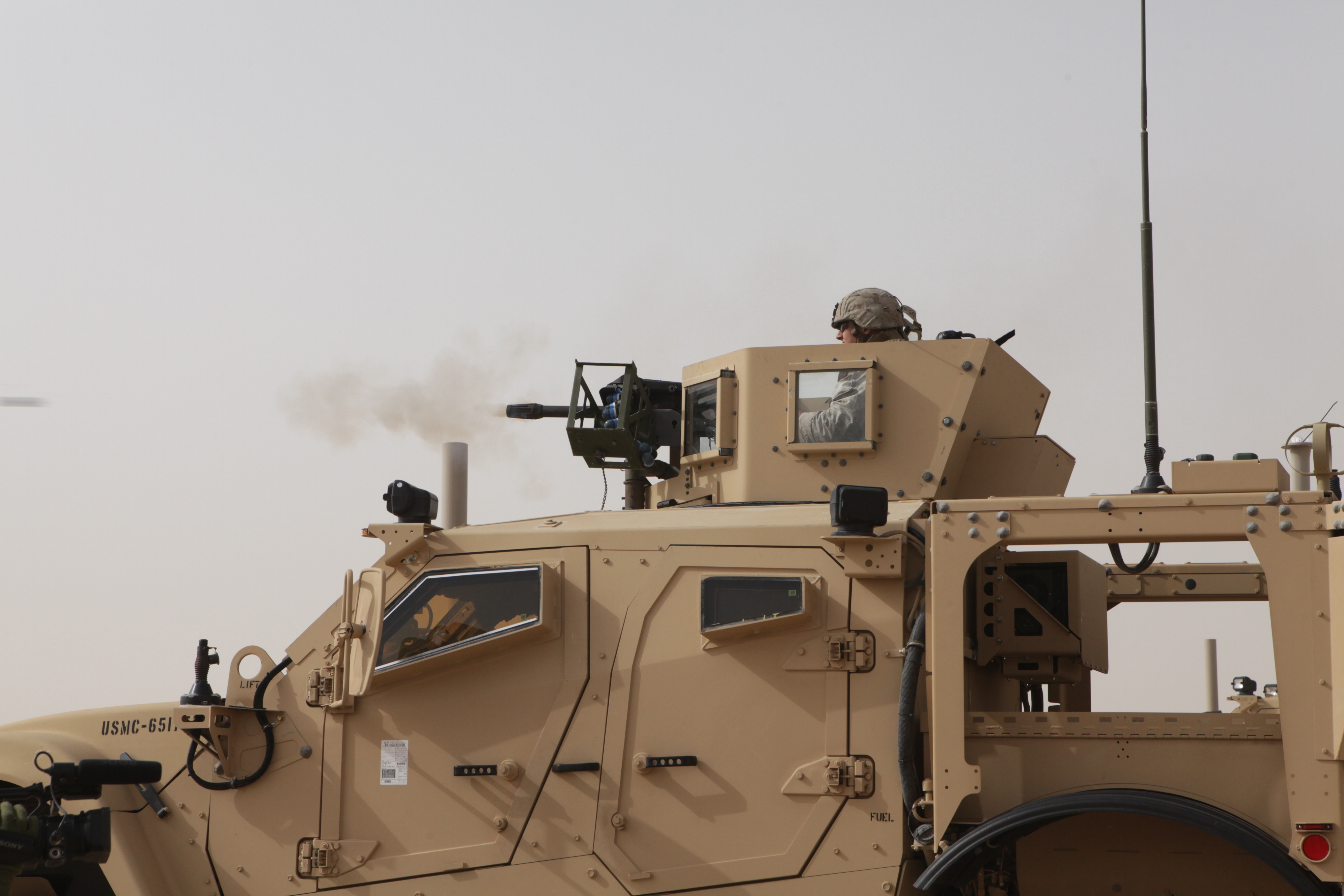
M-ATVへ搭載された例。飛翔する弾丸も写っている。
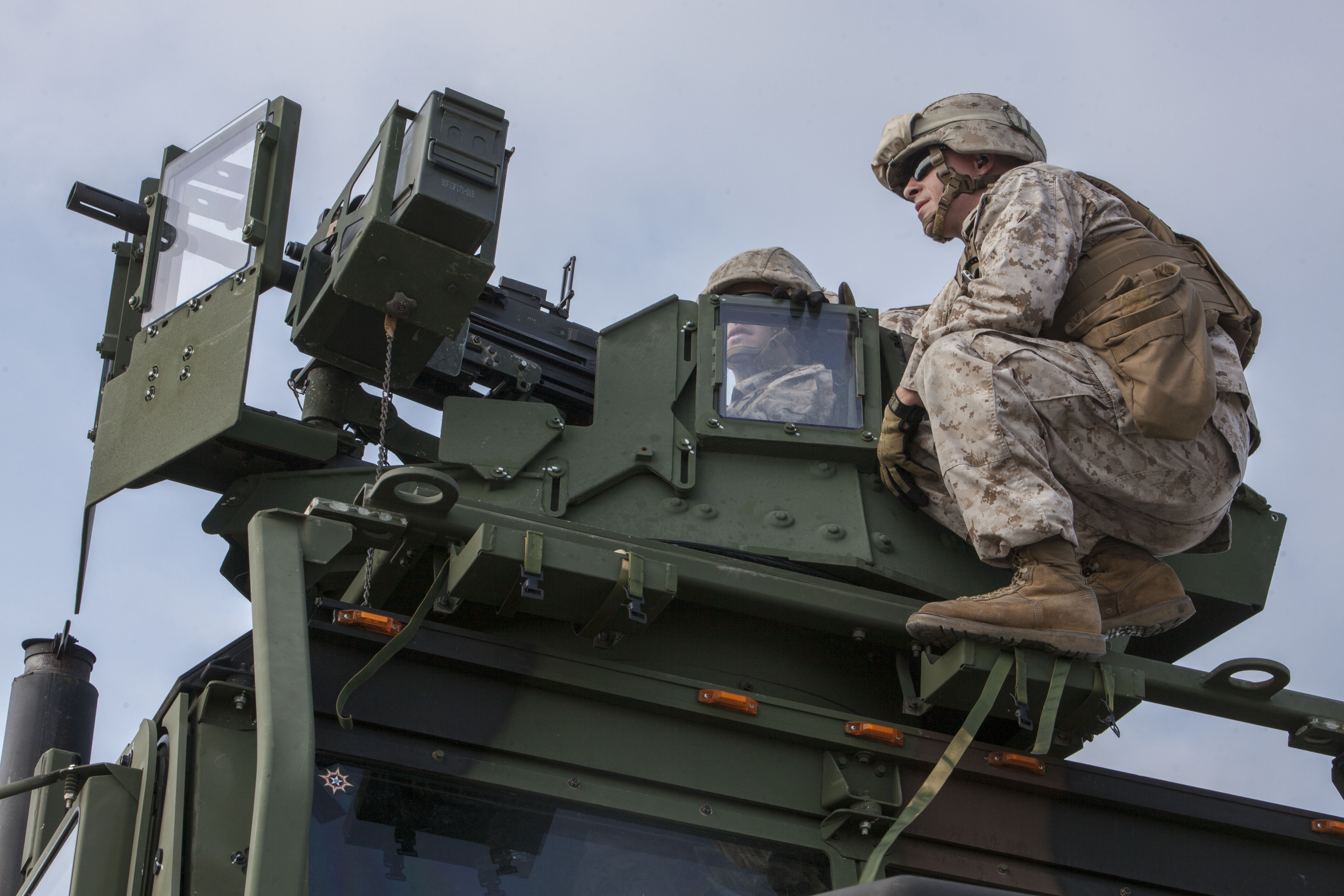
MTVRに装備されたMCTAGSに搭載されたMk.19。
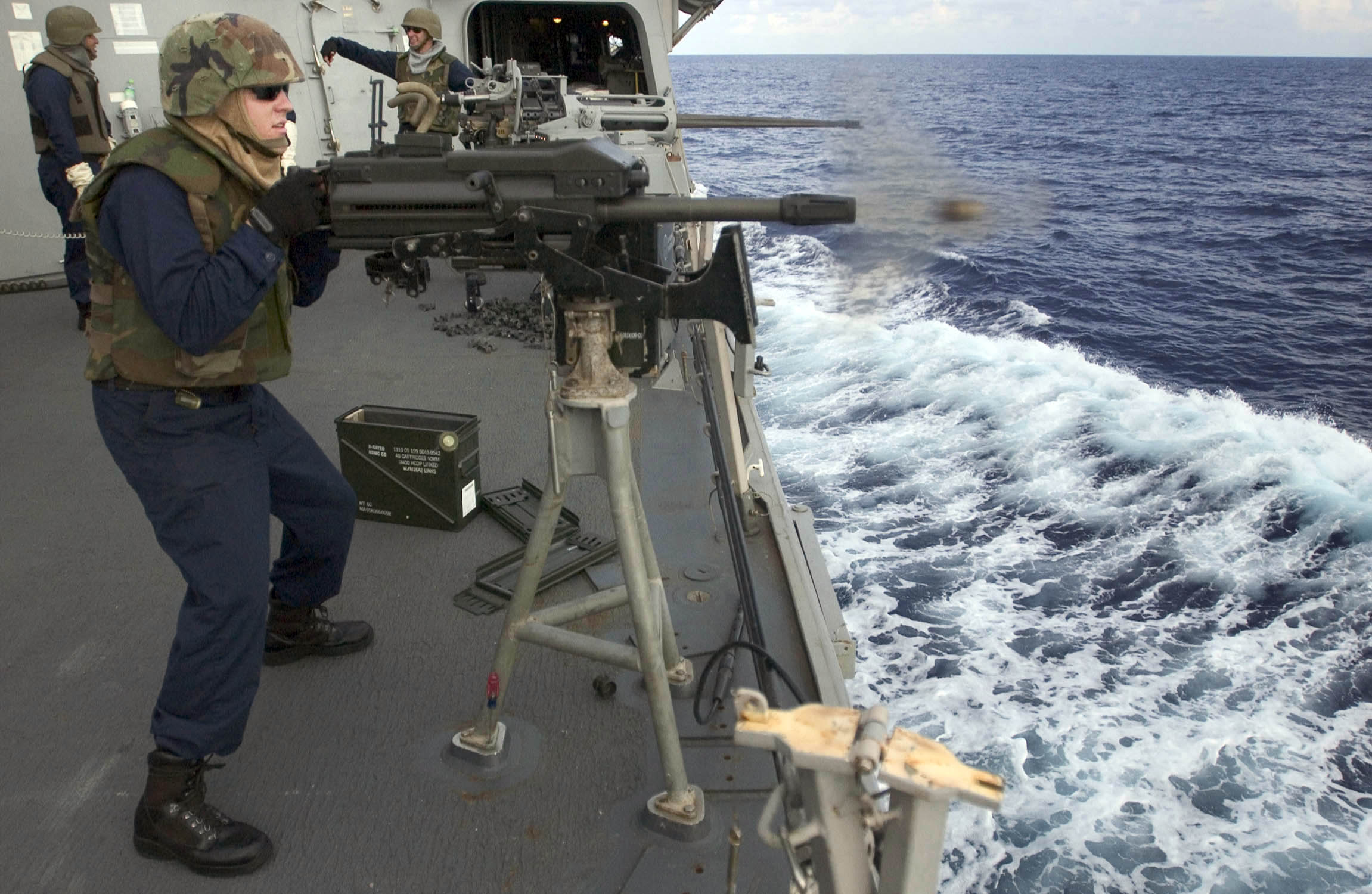
海軍艦艇への搭載例。銃口を離れたばかりの弾丸も写っている。

### 車載 (銃塔)
アメリカ陸軍のM1117 ガーディアンASVやアメリカ海兵隊のAAV7に搭載されているキャデラック・ゲージ社製の銃塔には、M2重機関銃とMk.19が同軸（並列）に配置され、いずれも銃塔内からの射撃が可能となっている。

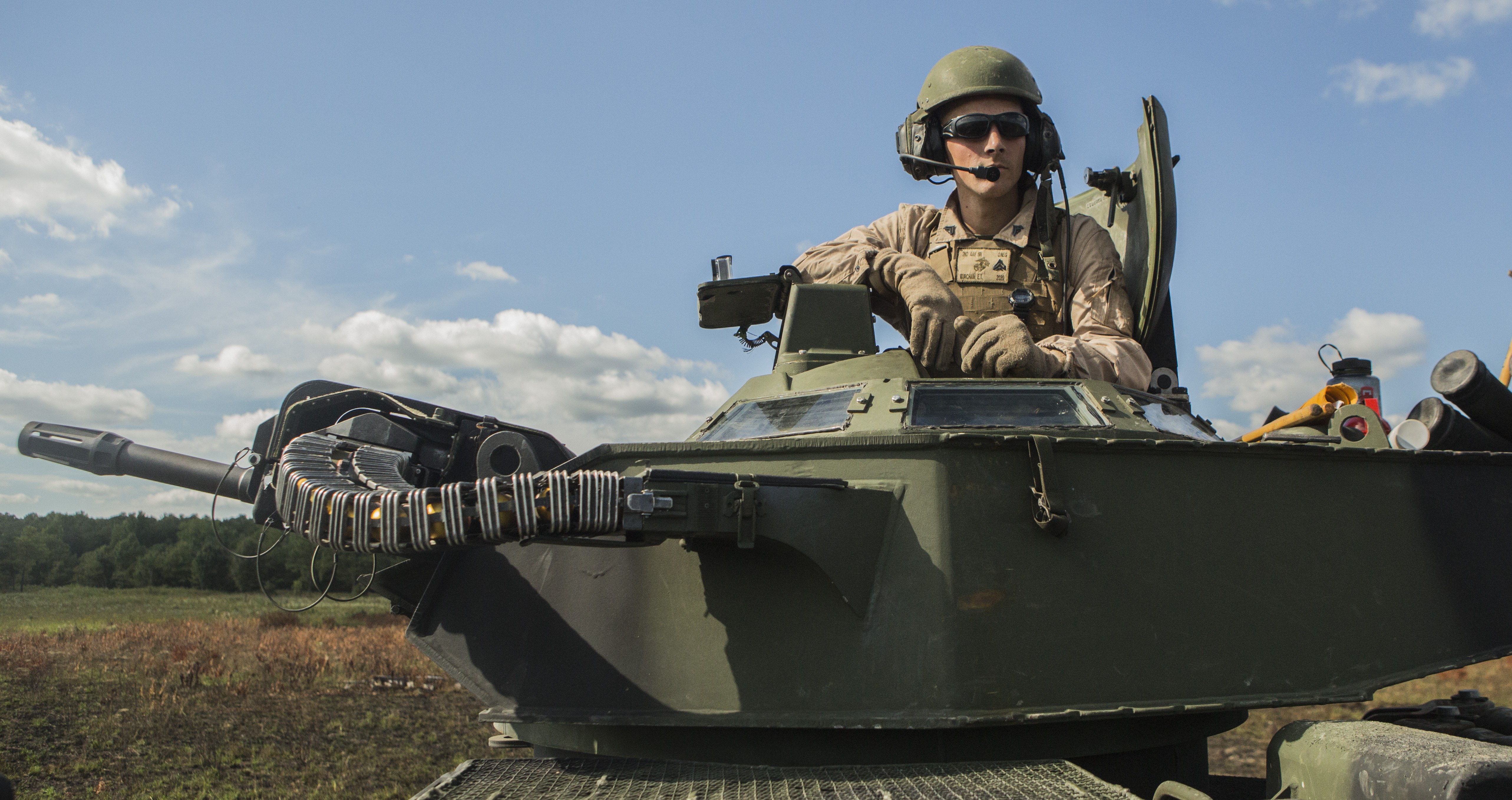
AAV7の銃塔。ベルト状の給弾装置が銃塔の外側に露出している。
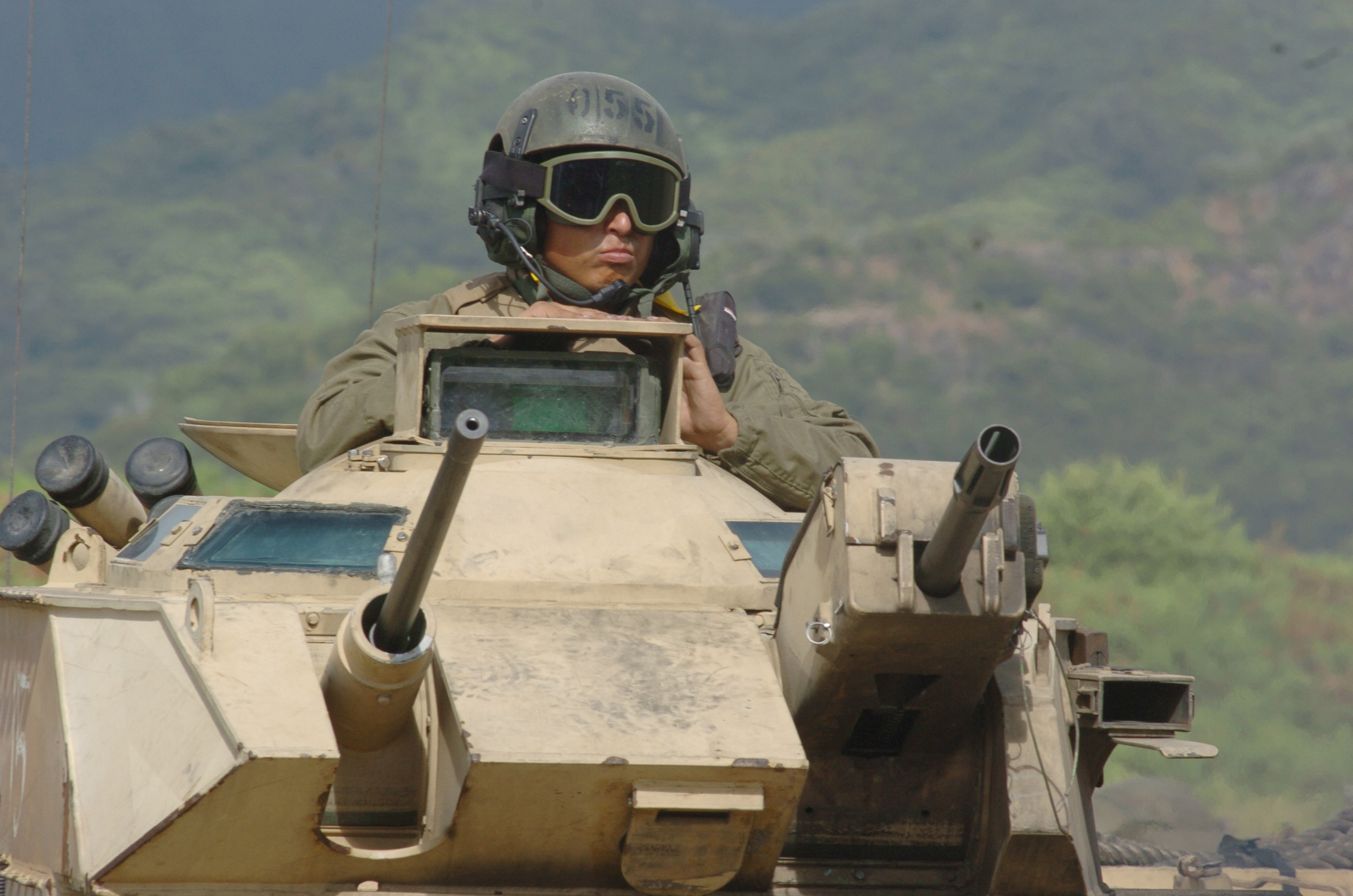
前方から見たAAV7の銃塔。
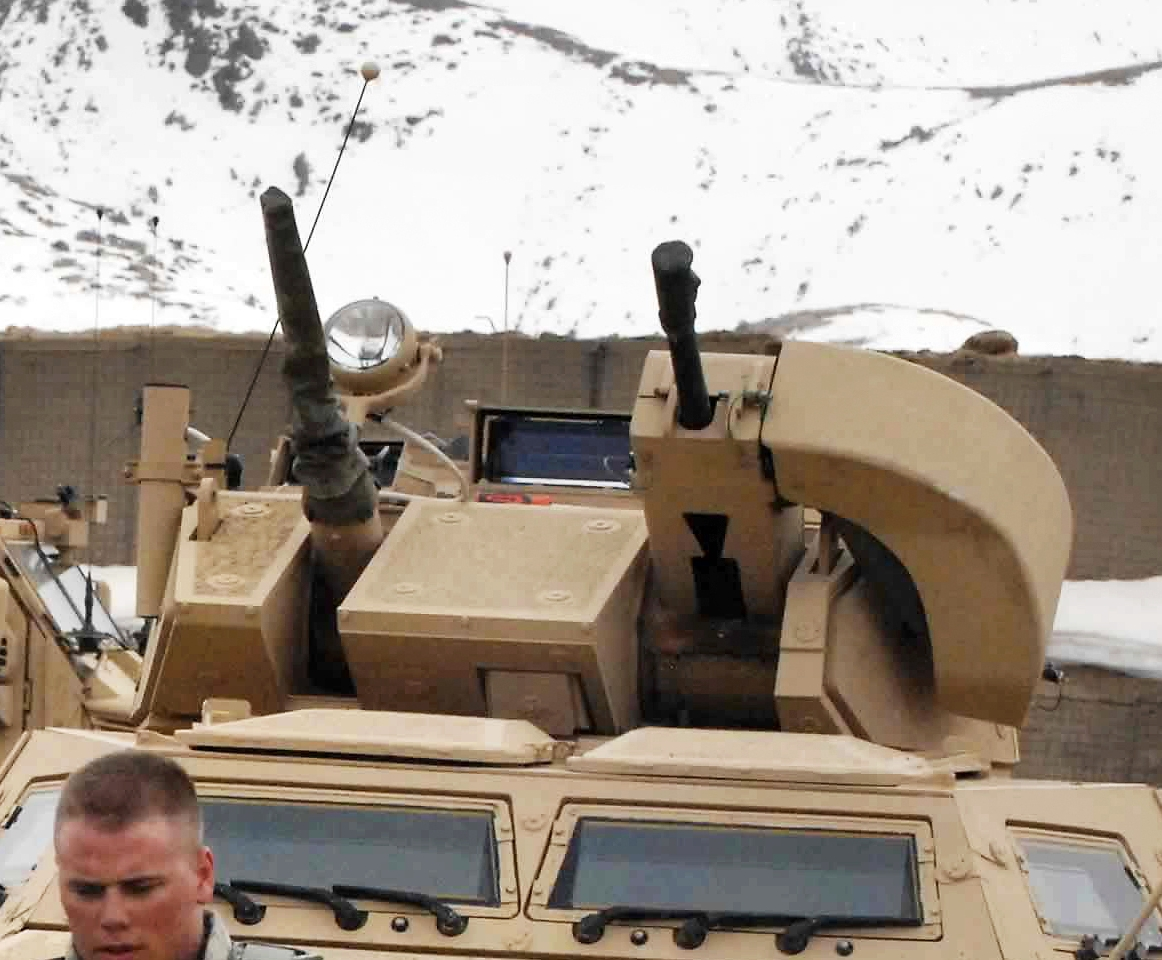
M1117 ガーディアンASVの銃塔。給弾ベルトに装甲が追加されている。
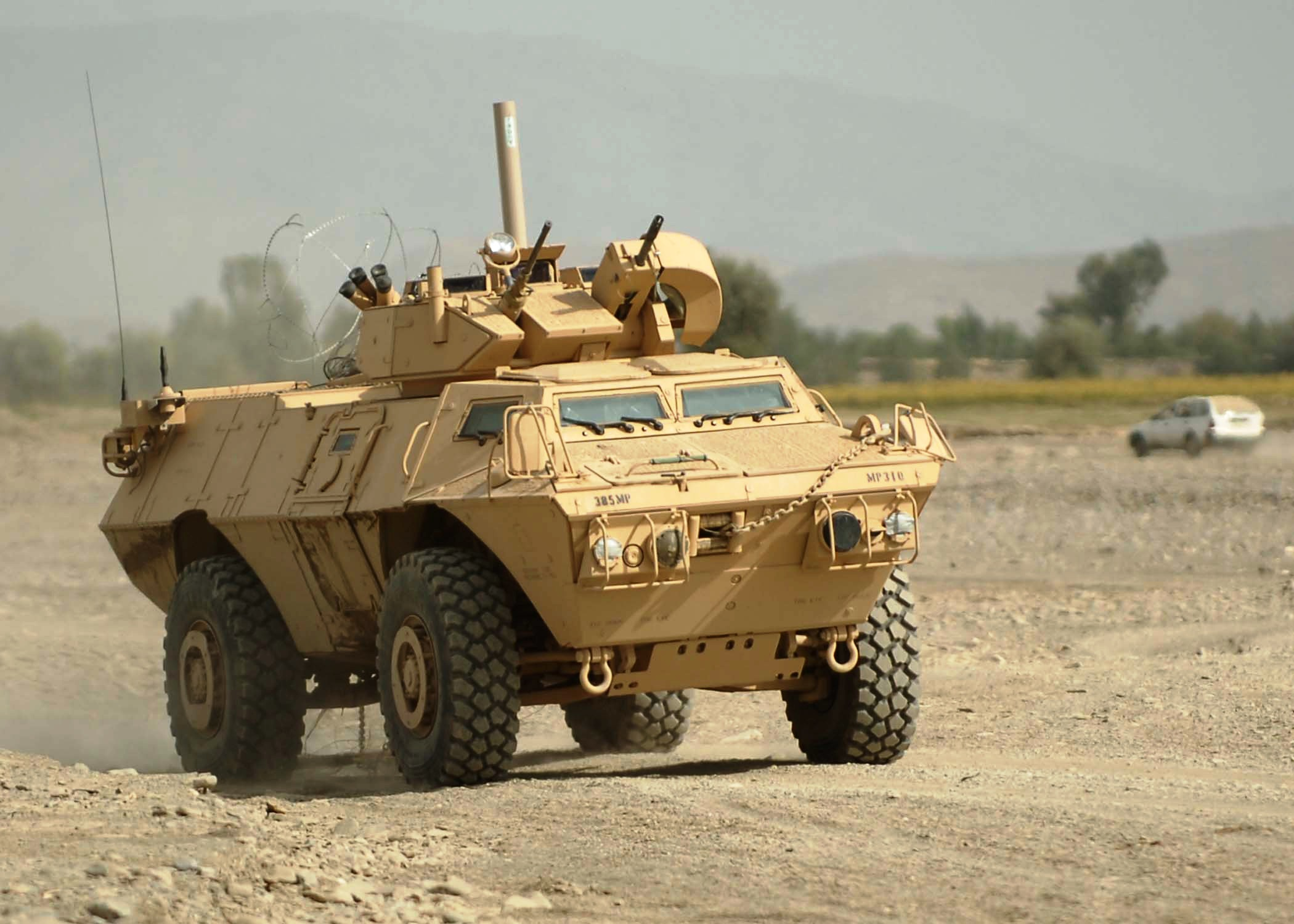
M1117 ガーディアンASVの銃塔。基本形はAAV7の物とほぼ同じである。

### 車載 (RWS)
アメリカ陸軍のストライカー装甲車には、ノルウェーのコングスベルグ・ディフェンス&エアロスペース社の開発したM151 プロテクターRWS（遠隔操作式銃塔）が標準装備されており、M2重機関銃とMk.19を選択して搭載可能である。また、アメリカ陸軍の汎用のRWSとして採用されたM153 CROWS IIにも、同様に搭載可能である。

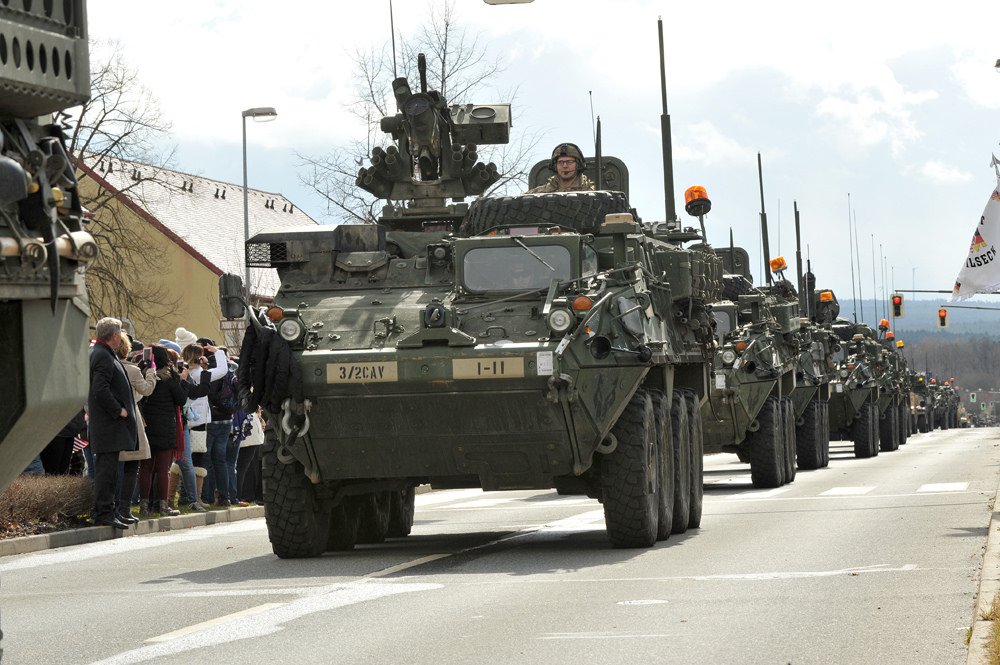
M151 プロテクターRWSにMk.19を搭載したストライカー装甲車。
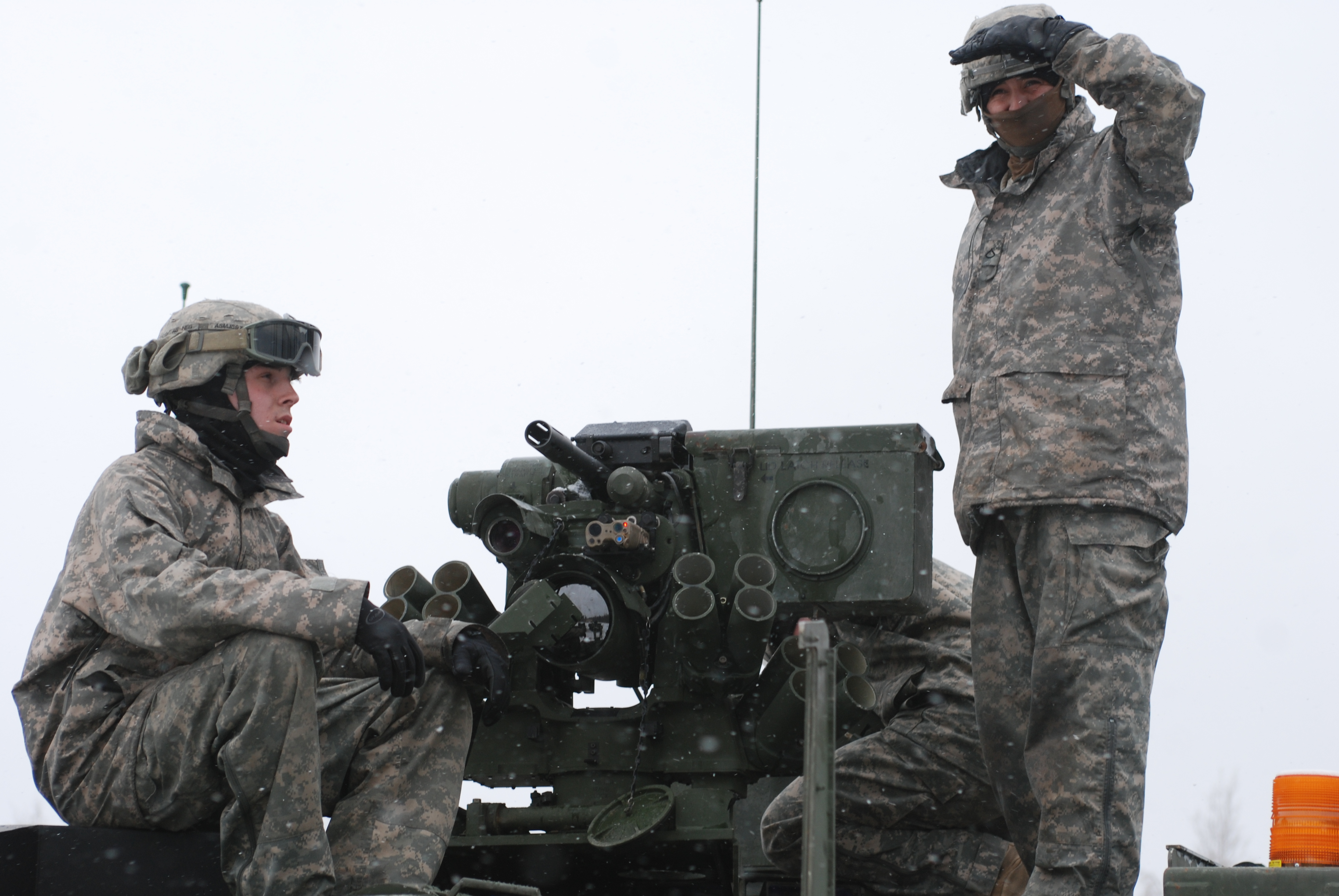
MK.19を装着したM151 プロテクターRWS。M2重機関銃と共通の弾薬箱が使用される。
M153 CROWS IIにMk.19を搭載するアメリカ陸軍兵士（CROWS運用の訓練）。
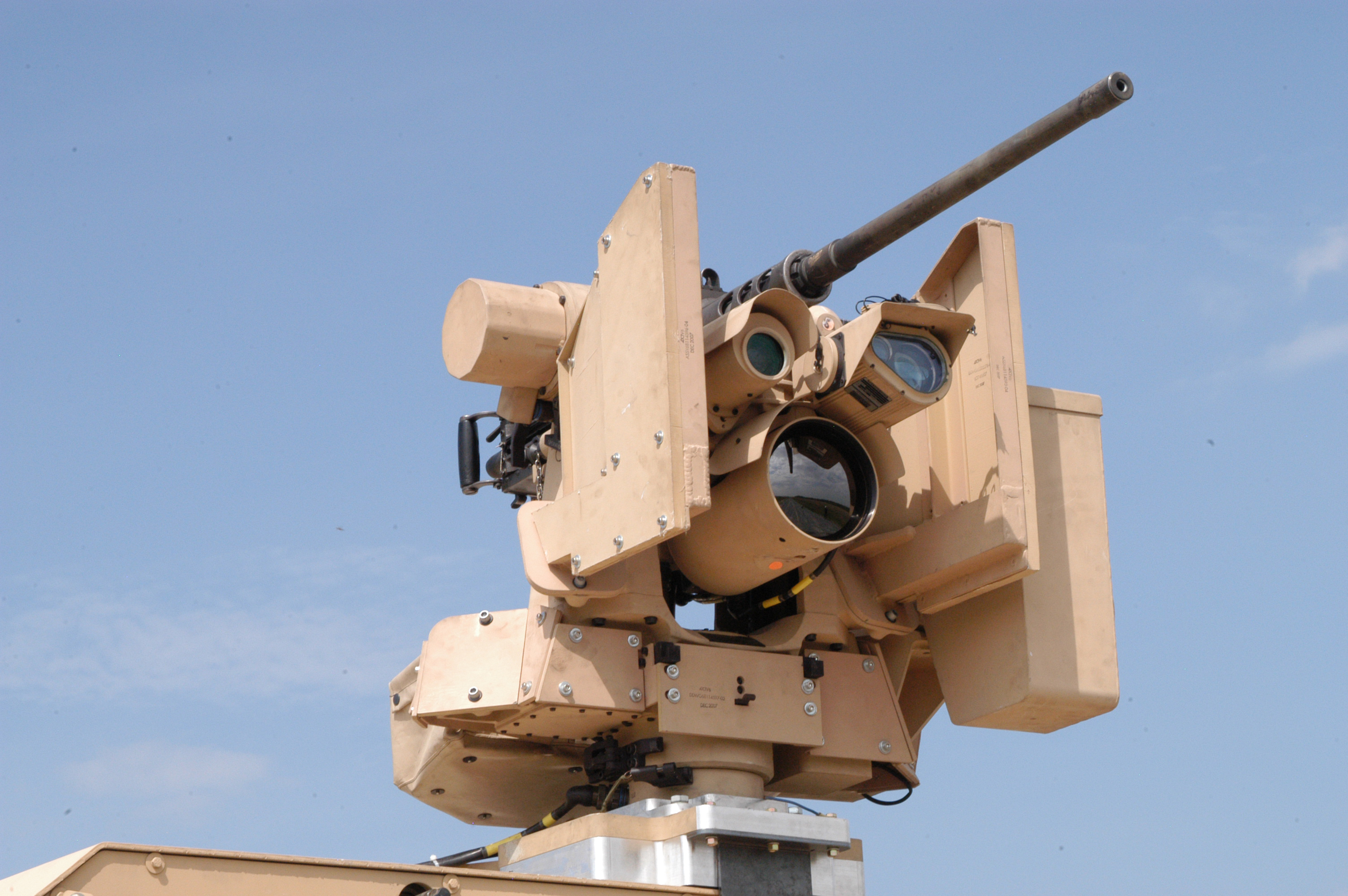
M153 CROWS IIはM151プロテクターの実質的なバージョンアップ型で、搭載火器にも互換性を有している。（写真はM2重機関銃搭載の状態）

## 運用国
ジェネラル・ダイナミクスによれば、総計約35,000挺のMk.19 Mod 3が製造され、1984年から海外への輸出が始まり、世界に約30カ国のユーザーが居るとされる。
- アフガニスタン[6]
- アメリカ合衆国[7] - 海軍、陸軍、海兵隊で広く運用されている。
- アルゼンチン[8]
- オーストラリア[7]
- バングラデシュ[9]
- カナダ
- クロアチア - 軍事パレードにおいてM-ATVおよびハンヴィーに搭載された状態の写真が撮影されている。[10] [11][12]
- エジプト - 国内でのライセンス生産が行われている。[13]
- ギリシャ[14]
- イラク - イラク治安部隊隷下のイラク特殊作戦部隊（Iraqi Special Operation Forces,ISOF）で運用されている。
- アイルランド - アイルランド国防軍隷下の特殊作戦部隊（Army Ranger Wing, ARW）で運用されている。[15]
- イスラエル[7] - イスラエル国防軍で、歩兵および機械化部隊が運用している。国内でのライセンス生産も行われていた。[13]
- イタリア - AAV7へ搭載されたMk.19を運用する。
- レバノン[16]
- マレーシア[7]
- メキシコ[7] - メキシコ軍により、メキシコ麻薬戦争で使用されている。
- パキスタン - パキスタン陸軍で使用されている。[17]
- ポーランド[18]
- スペイン[7] - AAV7へ搭載されたMk.19を運用する。
- スウェーデン - Grsp 40mm自動擲弾銃としてライセンス生産を行っている。[7] 特殊部隊[19]および空挺部隊で運用されている。[20]
- 台湾[21]
- タイ - AAV7へ搭載されたMk.19を運用する。
- 日本 - 陸上自衛隊がアメリカから導入した水陸両用車AAV7の車載火器として導入、水陸機動団で使用されている。
- トルコ - 国内でのライセンス生産が行われ、トルコ陸軍により運用されている。[22]

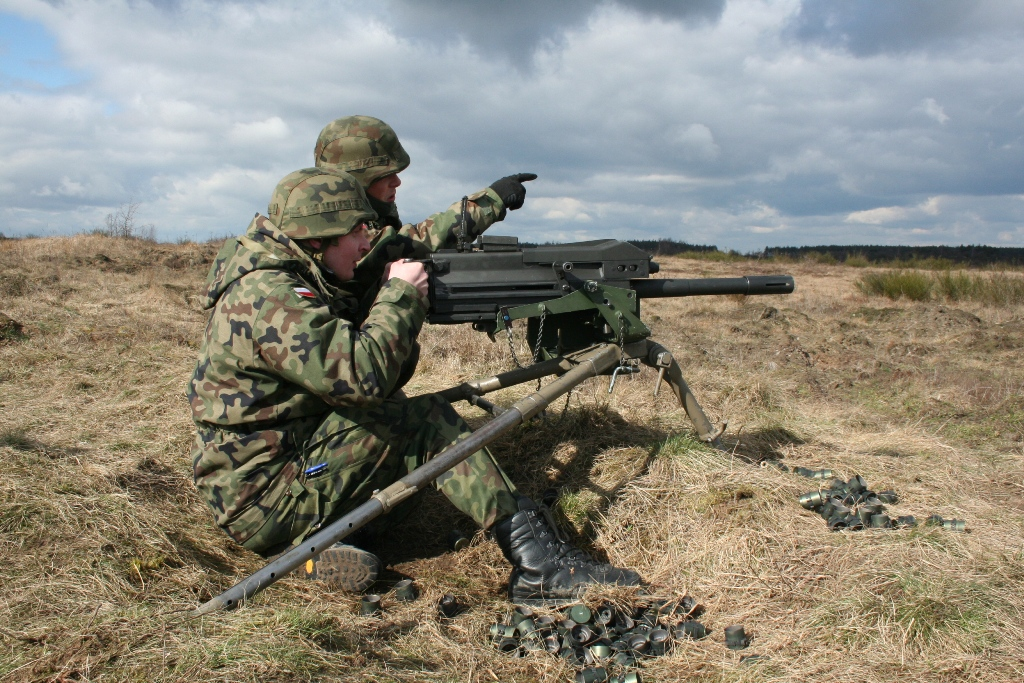
ポーランド軍で運用されるMk.19。
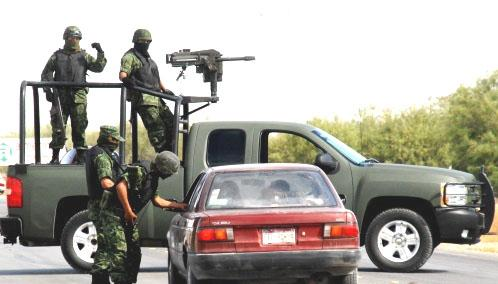
メキシコ軍の武装車両（テクニカル）に搭載されたMk.19。
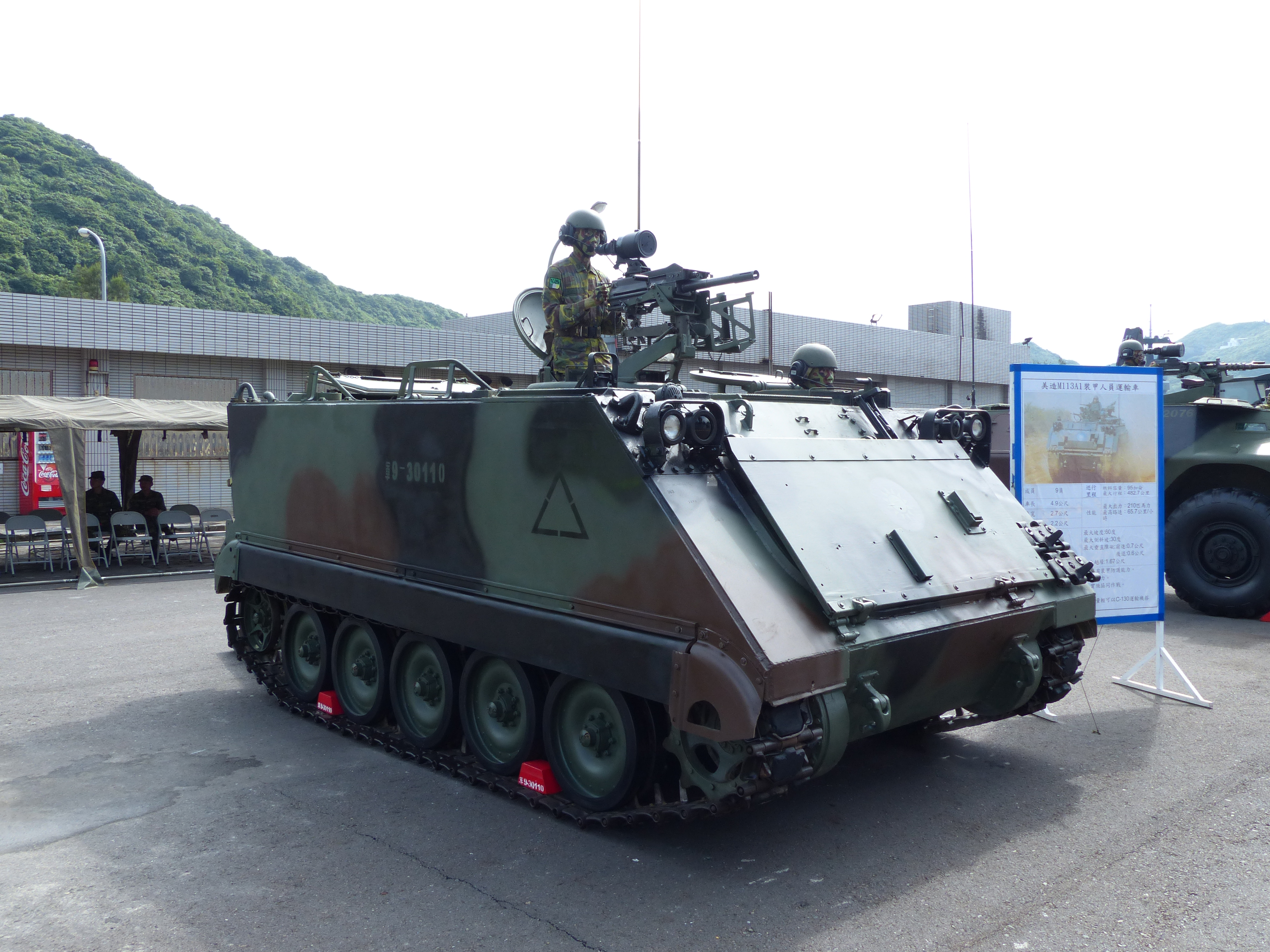
台湾陸軍のM113装甲兵員輸送車に搭載されたMk.19。

## 登場作品

### 映画・テレビドラマ
『GODZILLA ゴジラ』
臨時に設けたモナークの司令部を防衛する火器として土嚢に固定されている。
『ジェネレーション・キル』
アメリカ海兵隊第1偵察大隊のハンヴィーに搭載。イラクの気候と支給されたガンオイルが合わないなど、作動不良に苦しむ。
『ワールド・ウォーZ』
陸軍州兵とイスラエル軍のハンヴィーに搭載されている。

### 漫画
『ゴルゴ13』
101巻の「メディアコントロール」にて本銃をカスタムしたものが登場し、ヘリを3機撃墜する。
『続・戦国自衛隊』
戦国時代にタイムスリップしたアメリカ海兵隊の装備である、ハンヴィーやAAV7の搭載火器として登場。また、同様にタイムスリップしてきた自衛隊も、米海兵隊よりこれを鹵獲して使用する。

### 小説
『WORLD WAR Z』
アメリカ陸軍のハンヴィーに搭載され、ヨンカーズの戦いにてゾンビの大群を攻撃する。

### ゲーム
『Operation Flashpoint: Dragon Rising』
M1025 ハンヴィーとAAVP7A1、SURCに搭載されて登場する。
『Wargame Red Dragon』
NATO陣営のアメリカ軍デッキ、自衛隊デッキで使用可能なグレネードランチャーとして登場する。アメリカ軍デッキのM1025 ハンヴィー、AAV7A1、AH-6C リトルバード、自衛隊デッキの96式装輪装甲車、NATOのSTRB 90 Hに搭載されている。
『コール オブ デューティシリーズ』
『CoD4』
CH-46 シーナイトから掃射する際に登場。
『CoD:MW2』
Act I「S.S.D.D.いつもの戦場」にて、ハンヴィーの横に置いてある。
『CoD:MW3』
「セントリーグレネードランチャー」の名称で防盾付きのものが登場する。

『タイムクライシス4』
ステージ1-2とステージ3-1で、プレイヤーが搭乗するヘリの搭載兵器として登場。防盾が付いており、これに隠れて攻撃をやり過ごす。装弾数は無限。
『バトルフィールドシリーズ』
『BF2MC』
S-26に搭載されて登場する。
『BF3』
AAV-7A1とハンヴィーを改造したPHOENIXに搭載されて登場する。
『マーセナリーズ』
「グレネードマシンガン」の名称で登場する。各地の指揮所や陣地の土嚢上に設置されている。
『マーセナリーズ2 ワールド イン フレームス』
防盾付きのものが三脚に据えられて様々な場所に設置されているほか、連合軍、ユニバーサル石油の傭兵部隊、中国軍（アジアン軍）が使用する各種車両にも搭載されている。
『ブルーアーカイブ -Blue Archive-』
トリニティ総合学園のシスターフッドに所属している若葉ヒナタがカバンに入れて片手で持ち歩いている。
本銃は本体のみで約33㎏、三脚も含めると約62㎏なのでキヴォトス基準で見てもヒナタはかなりの腕力を持っていることが伺える